# Riu Noatak
|  | Per a altres significats, vegeu «Noatak (desambiguació)». |

El riu Noatak (en anglès Noatak River) és un riu que es troba al nord-oest de l'estat d'Alaska, als Estats Units. El riu neix al vessant nord del mont Igikpak a les Muntanyes Schwatka, una part de la serralada de Brooks, al Parc i Reserva Nacionals de les Portes de l'Àrtida. El riu Noatak discorre generalment cap a l'oest durant 684 km, fins a desembocar al mar dels Txuktxis, a la badia de Kotzebue.
Tot el curs del riu es troba al nord del cercle polar àrtic. Una vegada abandona el Parc i Reserva Nacionals de les Portes de l'Àrtida el riu s'endinsa a la Reserva Nacional del Noatak, que delimita la conca del riu. Tota la conca del riu de Noatak, no sols el riu principal, es troba dins d'aquestes dues àrees protegides, des de les capçaleres fins a unes 20 milles riu amunt del poble de Noatak i 90 milles aigües amunt del delta del riu a la badia de Kotzebue. Fins i tot en aquesta última part final del riu la major part de la conca es troba protegida dins la Reserva Nacional del Noatak o el Monument Nacional del Cap Krusenstern, i sols la vall més immediata al riu es troba fora d'aquestes àrees protegides. La conca del Noatak és la major conca verge dels Estats Units. La Reserva Nacional del Noatak abasta per sí sola una extensió de 26.000 km².
Hi ha petites propietats privades dins la Reserva Nacional, algunes amb habitatges, però l'únic assentament permanent al curs del riu és la vila de Noatak. El poble compta amb una pista d'aterratge de grava de 1.200 metres de llargada, diverses botigues, oficina de correus i una escola.

## Origen del nom
Anomenat Inland River pel metge John Simpson de la Royal Navy en un mapa de 1853, en el que sembla una traducció del mot Inuit Nunulak, segons el United States Geological Survey. El nom Nunatak també pot siginificar "terra nova" o "pertanyent a la terra".